# Plagiopetalum tenuicaule
Plagiopetalum tenuicaule är en tvåhjärtbladig växtart som först beskrevs av Chieh Chen, och fick sitt nu gällande namn av Carlo Hansen. Plagiopetalum tenuicaule ingår i släktet Plagiopetalum och familjen Melastomataceae. Inga underarter finns listade i Catalogue of Life.